# Lomasontfo Dludlu
Lomasontfo Martha Dludlu (gest. 10. Januar 2011) war eine Politikerin in Eswatini. 1993 war sie die erste Frau, welche ins Parlament von Eswatini gewählt wurde.

## Leben
Dludlu wuchs in einem ländlichen Gebiet auf und erhielt keine formale Bildung. Sie arbeitete als Community Motivator und kümmerte sich um Menschen mit Behinderungen und Waisen.
Obwohl sie Analphabetin war, kandidierte sie in den Wahlen 1993 für den Wahlkreis Maphalaleni und wurde in das House of Assembly gewählt. Sie war gegen acht Männer und eine andere Frau angetreten. Sie wurde die erste Frau, welche ins Parlament gewählt wurde. Bei den Wahlen 1998 schied sie wieder aus.
2008 erlitt sie einen Schlaganfall und starb in ihrem Heim am 10. Januar 2011 im Alter von 64 Jahren.